# Сан Ђовани а Пиро
Сан Ђовани а Пиро (итал. San Giovanni A Piro) је насеље у Италији у округу Салерно, региону Кампанија.
Према процени из 2011. у насељу је живело 1897 становника. Насеље се налази на надморској висини од 495 м.

## Становништво
| 1931. | 1936. | 1951. | 1961. | 1971. | 1981. | 1991. | 2001. | 2011. |
| ----- | ----- | ----- | ----- | ----- | ----- | ----- | ----- | ----- |
| 2.996 | 3.121 | 3.565 | 3.693 | 3.611 | 4.120 | 4.414 | 3.753 | 3.818 |